# Księga parafialna

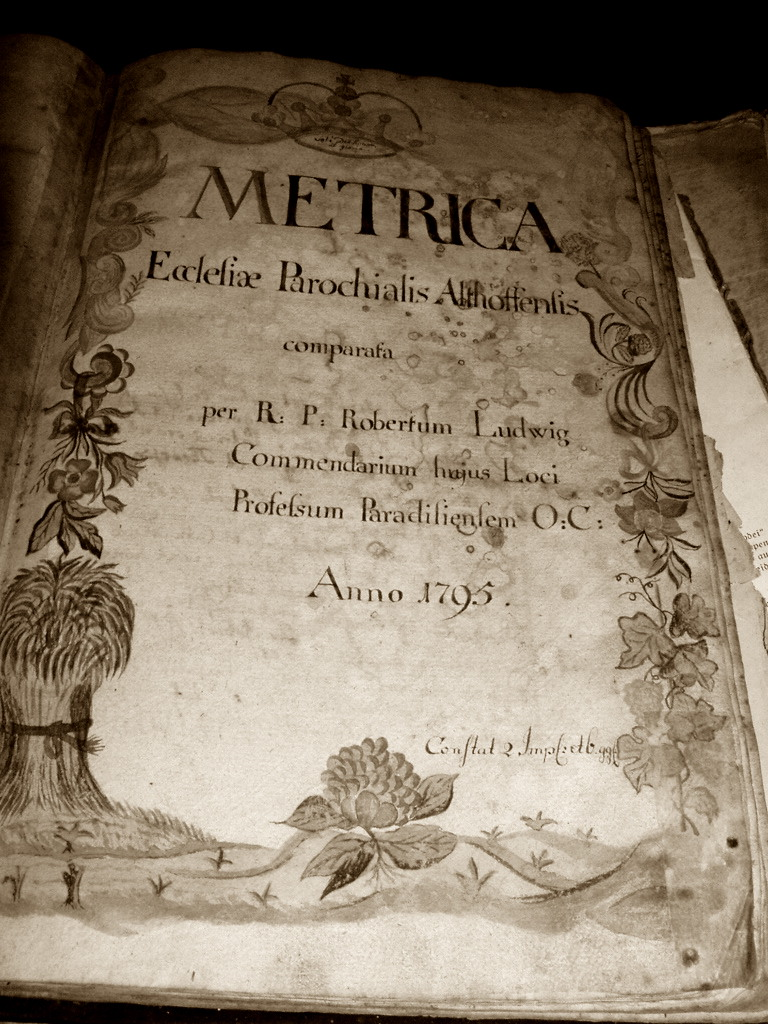
Księga parafialna z 1795 ze wsi Stary Dwór

Księga parafialna – zbiorcze określenie na wszelkiego rodzaju dokumenty wytworzone w kancelarii parafii lub innej jednostki organizacyjnej związku wyznaniowego, które wykorzystywane są w genealogii do ustalenia faktów genealogicznych. Dokumenty takie przybierają często postać ksiąg. Księgi parafialne obejmują:
- księgi metrykalne (podobne swym charakterem do ksiąg stanu cywilnego),
- księgi konsystorskie,
- raptularze i sumariusze.

Ponadto w parafiach prowadzone są inne przydatne w genealogii akta parafialne:
- kronika parafii,
- teczki na bieżące sprawy (listy, pracownicy, rachunki, dokumentacja budowlana itp.).